# 邦德縣 (伊利諾伊州)

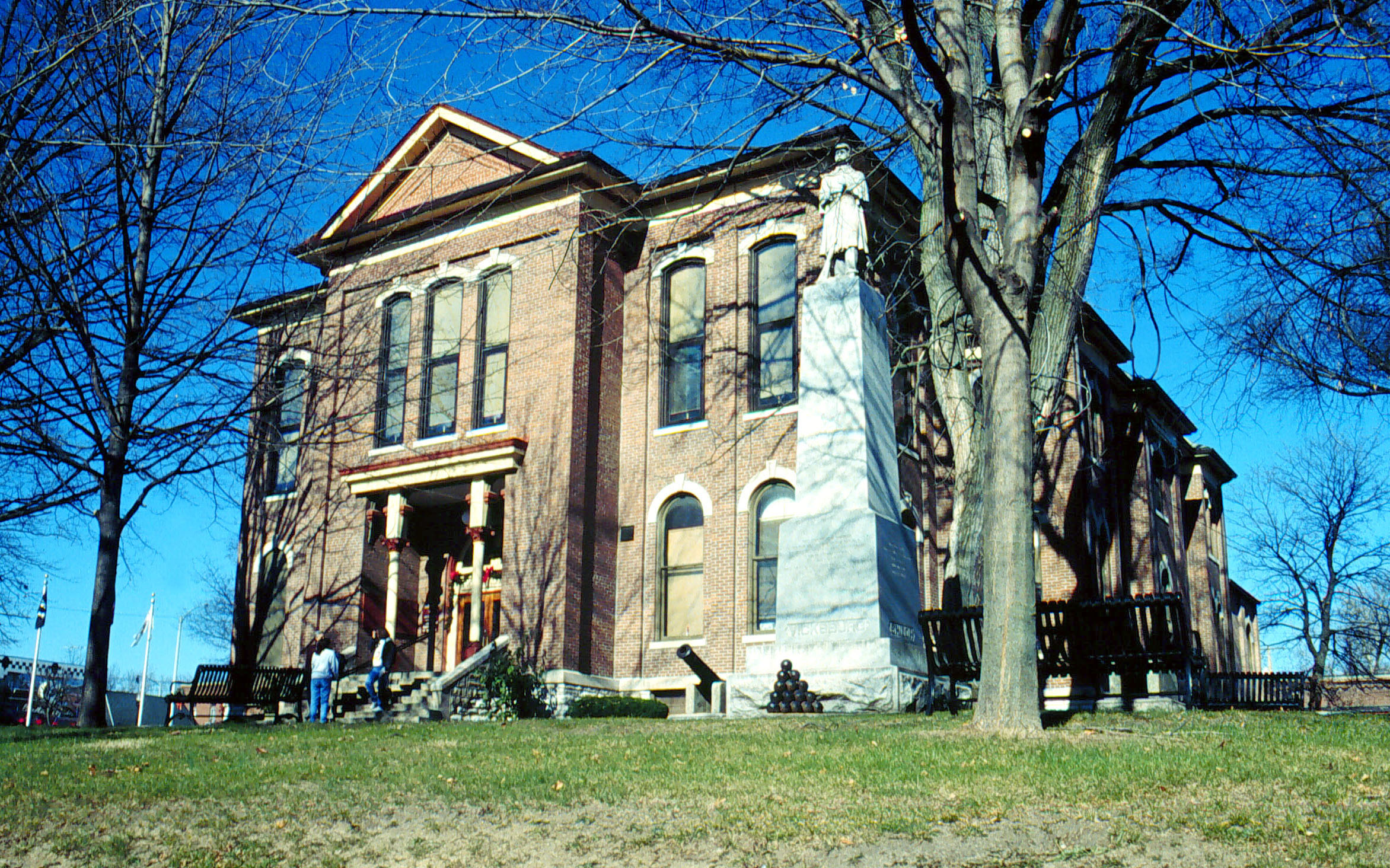
縣法院

邦德縣（英語：Bond County）是美國伊利諾伊州南部的一個縣。面積991平方公里。根據美國2000年人口普查，共有人口17,633人。縣治格林維爾（Greenville）。
成立於1817年1月4日，以紀念曾任國會代表、首任州長的沙得拉·邦德（Shadrach Bond）。